# 김익근
김익근(1986년 1월 6일 ~ )은 대한민국의 희극 배우 출신 방송인이다.

## 개요
2005년 MBC 공개 코미디 프로그램 '코미디쇼 웃으면 복이와요'에서 특채로 합류해서 코미디언으로 활동, 이후 KBS의 코미디 프로그램 '개그사냥'에서도 잠깐 활동하다 군에 입대하였다.
이후 제대한 뒤 2012년 2월 곰TV에 입사하여 2014년까지 캐스터로 활동했다.
2014년 7월 25일 GSL 코드A 경기를 마지막으로 캐스터로서 하차를 하게 되었다.
2017년 3월 SPOTV GAMES의 SSL 시리즈 챌린지의 캐스터로 발탁, 게임 캐스터로 복귀했다.

## 방송 경력

### 지상파
- 《MBC 웃으면 복이와요》
- 《KBS2 개그사냥》

### 곰TV
- 2012년 ~ 2014년《GSL》

### SPOTV GAMES
- 2017년 ~ 《SSL 시리즈》

## 기타
1. ↑  카라 니콜, 세종대男에게 '기습키스' 당해 '화들짝' 한국경제
2. ↑  'ThisTalk' 곰TV 새 얼굴, 개그맨 출신 김익근 캐스터 [깨진 링크(과거 내용 찾기)] - 디스이즈게임
3. ↑  '코드A 재간둥이' 김익근 캐스터, 곰exp 퇴사  보관됨 2014-08-10 - 웨이백 머신 - 인벤